# Petru Pleșca
Petru Pleșca (n. 5 februarie 1905, Fântânele Vechi, comuna Focuri, județul Iași - d. 19 martie 1977, Iași) a fost un preot romano-catolic, care a condus de facto Episcopia Romano-Catolică de Iași (1951-1977). Petru Pleșca a fost consacrat episcop în data de 16 decembrie 1965, cu acordul autorităților române, pentru ca hirotonirile preoțești să poată fi efectuate la Iași.   

## Formarea sa ca preot
Petru Pleșca s-a născut la data de 5 februarie 1905, în satul Fântânele Vechi din comuna Focuri (județul Iași), într-o familie săracă de agricultori. A intrat în anul 1916 la Seminarul Diecezan din Iași, dar din cauza primului război mondial, a fost nevoit să-și întrerupă studiile, pe care și le-a reluat în anul 1919. A studiat apoi la Seminariile Romano-Catolice din Iași și București, după care a fost trimis să-și continue formarea teologică la Colegiul "Bringole-Salle" din Genova (Italia), unde a fost hirotonit preot romano-catolic la 30 mai 1931. 
La revenirea în țară, a fost numit vicar parohial în satul Bârgăuani (jud. Neamț), iar în anul 1934, a deveni paroh în satul Grozești-Oituz (jud. Bacău), după ce fostul paroh, Pr. Ioan Ghergu, murise de tuberculoză osoasă. A reușit să finalizeze construcția bisericii romano-catolice din Oituz cu hramul "Sfânta Treime", care a fost sfințită în 1942 de către episcopul Mihai Robu .
În perioada 1942-1946 i-a fost încredințată, de către episcopul Mihai Robu de Iași, conducerea Seminarului Diecezan din Iași, în calitate de rector, într-o perioadă foarte grea datorată războiului și a refugiului institutului la Beiuș. În timpul celui de-al doilea război mondial, Seminarul a funcționat în clădirile de pe Copou numai până în primăvara anului 1944, când a fost evacuat la Beiuș (în Transilvania), la internatul Liceului „Mihail Pavel”, odată cu stabilirea liniei de front în Moldova. Părintele Pleșca a dus numeroase tratative pentru clarificarea situației seminariștilor, mai ales că unii dintre ei au fost înrolați în armată. 
Până la începutul anului școlar 1945-1946, s-au ținut cursuri la Timișu de Jos, lângă Brașov. În luna septembrie 1945, s-a redeschis Seminarul Diecezan în clădirile de lângă Episcopie, deoarece cele de pe Copou nu fuseseră reparate, iar astfel seminariștii care au continuat să-și dorească să devină preoți s-au întors la Iași, sub conducerea părintelui rector Petru Pleșca . 
Începând din 20 august 1946, conducerea Seminarului din Iași i-a fost încredințată părintelui Anton Trifaș, iar preotul Petru Pleșca s-a reîntors în Parohia Oituz-Grozești. În această perioadă, el a inițiat în anul 1948 construirea unei biserici romano-catolice în satul Ferestrău-Oituz cu hramul "Sfânta Tereza a Pruncului Isus", noul lăcaș de cult fiind sfințit la data de 7 octombrie 1951 de către pr. Petru Pleșca, devenit între timp ordinarius substitutus al Diecezei de Iași.

## Conducător de facto al Diecezei de Iași
După instaurarea în România a regimului comunist și denunțarea unilaterală la 17 iunie 1948 a Concordatului de către același regim, Biserica Romano-Catolică a fost supusă unei cenzuri severe. Pentru a asigura continuitate în conducerea diecezelor, Sfântul Scaun a intervenit cu instrucțiuni speciale, jurisdicția diecezei fiind încredințată unor locțiitori de episcop, sub denumirea de ordinarius substitutus. După moartea episcopului Marcu Glaser la 25 mai 1950, conducerea Diecezei a fost preluată pe rând de către cei doi ordinarius substitutus numiți de către episcopul Glaser: pr. Gheorghe Peț (25 mai 1950 - 15 noiembrie 1950) și pr. Wilhelm Clofanda (15 noiembrie 1950 - 8 martie 1951).
La rândul său, pr. Gheorghe Peț i-a desemnat ca ordinarii substituți pe pr. Wilhelm Clofanda și pe pr. Petru Pleșca. După arestarea celor doi ordinarii substituți (Peț și Clofanda), la data de 11 martie 1951, Mons. Petru Pleșca a preluat conducerea Diecezei de Iași în calitate de ordinarius substitutus. Mons. Petru Pleșca a fost recunoscut de către Ministrul Cultelor ca locțiitor al episcopului romano-catolic de Iași încă de la 27 aprilie 1951.
Deoarece conform articolului 22 din noua Lege a Cultelor, promulgată de guvernul comunist în anul 1948, Arhidieceza de București a fost înglobată în cea de Iași, iar astfel din punct de vedere administrativ-politic, începând cu iunie 1951 și până 1989, Dieceza de Iași a fost reprezentată în fața autorităților statului de Arhiepiscopia Romano-Catolică de București, Mons. Petru Pleșca primind titlul de "provicar general" .
Situația Bisericii Romano-Catolice în timpul păstoririi Episcopiei de Iași de către Petru Pleșca era foarte grea: proprietățile bisericești erau naționalizate, ordinele călugărești catolice erau desființate și interzise, mulți preoți se aflau în închisoare, iar orice opoziție fățișă la adresa regimului era pedepsită cu închisoarea. În aceste condiții dificile, pr. Petru Pleșca a căutat să păstreze unitatea Bisericii, dorind să-i țină aproape atât pe preoți, cât și pe credincioși. Pentru realizarea acestui deziderat, el a realizat un modus vivendi cu autoritățile statului comunist.
În anul 1965, ultimul an al lucrărilor Conciliului Vatican II, autoritățile comuniste române i-au permis deplasarea la Roma (Italia) pentru a participa la Sinodul Ecumenic în calitate de expert. Mons. Petru Pleșca a reușit astfel să participe la sesiunea publică din 7 decembrie 1965 și apoi la închiderea acestui Conciliu la 8 decembrie 1965, alături de el aflându-se Mons. Ladislau Hosszu, de origine maghiară.
Cu ocazia participării sale la lucrările Conciliului Vatican II, la data de 4 decembrie 1965, papa Paul al VI-lea (1963-1978) l-a numit ca episcop tituar de Voli in partibus, pentru facilitarea hirotonirii absolvenților Institutului Teologic Romano-Catolic din Iași, care, până la acea dată, erau obligați să se deplaseze pentru hirotonire la Alba Iulia, întrucât episcopul Áron Márton era singurul episcop aflat în libertate.
Astfel, la data de 16 decembrie 1965, Petru Pleșca a fost consacrat în Capela Sixtină din Roma ca episcop romano-catolic de către cardinalul Carlo Confalonieri.
În cei 26 de ani de păstorire a Diecezei de Iași, episcopul Petru Pleșca a avut următoarele realizări:
- în perioada 1952-1956 a reușit să le ofere seminariștilor perseverenți în vocație posibilitatea de a-și continua formarea preoțească la Institutul Teologic din Alba Iulia
- la 1 octombrie 1956 a redobândit clădirea Seminarului din Iași, în care s-au deschis cursurile teologice pentru formarea de preoți romano-catolici. În timpul păstoririi sale, în Seminarul din Iași au intrat 177 de studenți, dintre care au ajuns preoți 102, iar dintre aceștia 60 au fost hirotoniți de el.
- a hirotonit numeroase promoții de absolvenți ai Seminarului Diecezan din Iași, începând cu anul 1966 și terminând cu cea din anul 1975. În această perioadă, numărul preoților din Dieceza de Iași a ajuns la 125.
- a obținut burse de studiu pentru preoți. Între anii 1973-1975 au plecat la specializare la universitățile pontificale din Roma primii cinci preoți (pr. Ioan Robu - a studiat teologia morală la Universitatea "Sfântul Ioan" și la Academia Alfonsiană; pr. Anton Lucaci - a studiat dreptul canonic la Universitatea Gregoriana; pr. Vladimir Petercă - a studiat exegeza la Institutul Biblic și teologia biblică la Universitatea Gregoriana din Roma; pr. Eduard Ferenț - a studiat teologia dogmatică la Universitatea Urbaniana și teologia liturgică la Colegiul "Sfântul Anselm"; pr. Alois Fechet - a studiat filozofia la Universitatea Urbaniana).
- a deschis 29 de parohii noi: numărul parohiilor crescând de la 40 în anul 1948 la 69 în anul 1977
- a binecuvântat construirea unor biserici

Prin umilința sa constantă, episcopul Pleșca a reușit ca în timpul unui regim ateist numărul bisericilor romano-catolice și al preoților să crească. În anul 1976 a început să pună în aplicare documentele Conciliului Vatican II. A inițiat traducerile cărților liturgice, iar la Suceava a fost instalat primul altar cu fața la popor, de către parohul Johann Proschinger.
Episcopul Petru Pleșca a murit subit în ziua de 19 martie 1977, în urma unei comoții cerebrale. Înmormântarea sa a avut loc în satul Grozești-Oituz (jud. Bacău), unde a fost paroh aproape 30 de ani.

## Citat
„Personalitate vulcanică, spirit autoritar, temperament sangvinic, cu lumini și umbre nelămurite pe deplin, PS Petru Pleșca a reușit să păstreze pe linia de plutire barca Bisericii locale și să o conducă spre liman în vremuri de furtuni și vânturi năprasnice .”—Pr. prof. dr. Ștefan Lupu